# Gert Perneklo
Gert Perneklo (19 de marzo de 1951) es un deportista sueco que compitió en bádminton. Ganó una medalla de bronce en el Campeonato Europeo de Bádminton de 1972 en la prueba de dobles mixto.

## Palmarés internacional
| Campeonato Europeo | Campeonato Europeo  | Campeonato Europeo | Campeonato Europeo |
| Año                | Lugar               | Medalla            | Prueba             |
| ------------------ | ------------------- | ------------------ | ------------------ |
| 1972               | Karlskrona (Suecia) | Medalla de bronce  | Dobles mixto       |